# Carel Kraayenhof
Carel Kraayenhof (Aalst, 15 augustus 1958) is een bandoneonist uit Nederland.

## Biografie
Kraayenhof werd geboren in Aalst (gemeente Waalre). In 1980 werd hij door zijn twee jaar oudere broer Jaap aangespoord een melodeon (trekzak) te kopen. Toen hij het bespelen van dit instrument onder de knie begon te krijgen richtte hij in Amsterdam met broer Jaap het duo Korte Metten op, met Carel behalve op melodeon ook op harmonium en concertina en Jaap op viool, gitaar, citer en mandoline. Kraayenhof hoorde in 1984 Astor Piazzolla's wereldberoemde Adiós Nonino (1959), tijdens een live-optreden van Astor Piazzolla y su Quinteto Tango Nuevo voor de VPRO-televisie in Vredenburg, Utrecht, en besloot toen bandoneon te gaan studeren. Later werd hij lid van de Eerste Utrechtse Trekzak Sociëteit en ontmoette hij een Argentijn die hem zijn eerste bandoneon verkocht.
Het was uiteindelijk ook de bandoneon die hem in één klap tot nationale faam verhief toen hij hierop tijdens de kerkelijke inzegening van het huwelijk van de Nederlandse kroonprins Willem-Alexander en de Argentijnse Máxima Zorreguieta, op 2 februari 2002 in de Nieuwe Kerk te Amsterdam, Adiós Nonino speelde en zodoende de bruid tot tranen bewoog. Als direct gevolg hiervan mocht hij in 2003 voor zijn album Tango Royal de Edison Klassiek Publieksprijs in ontvangst nemen.

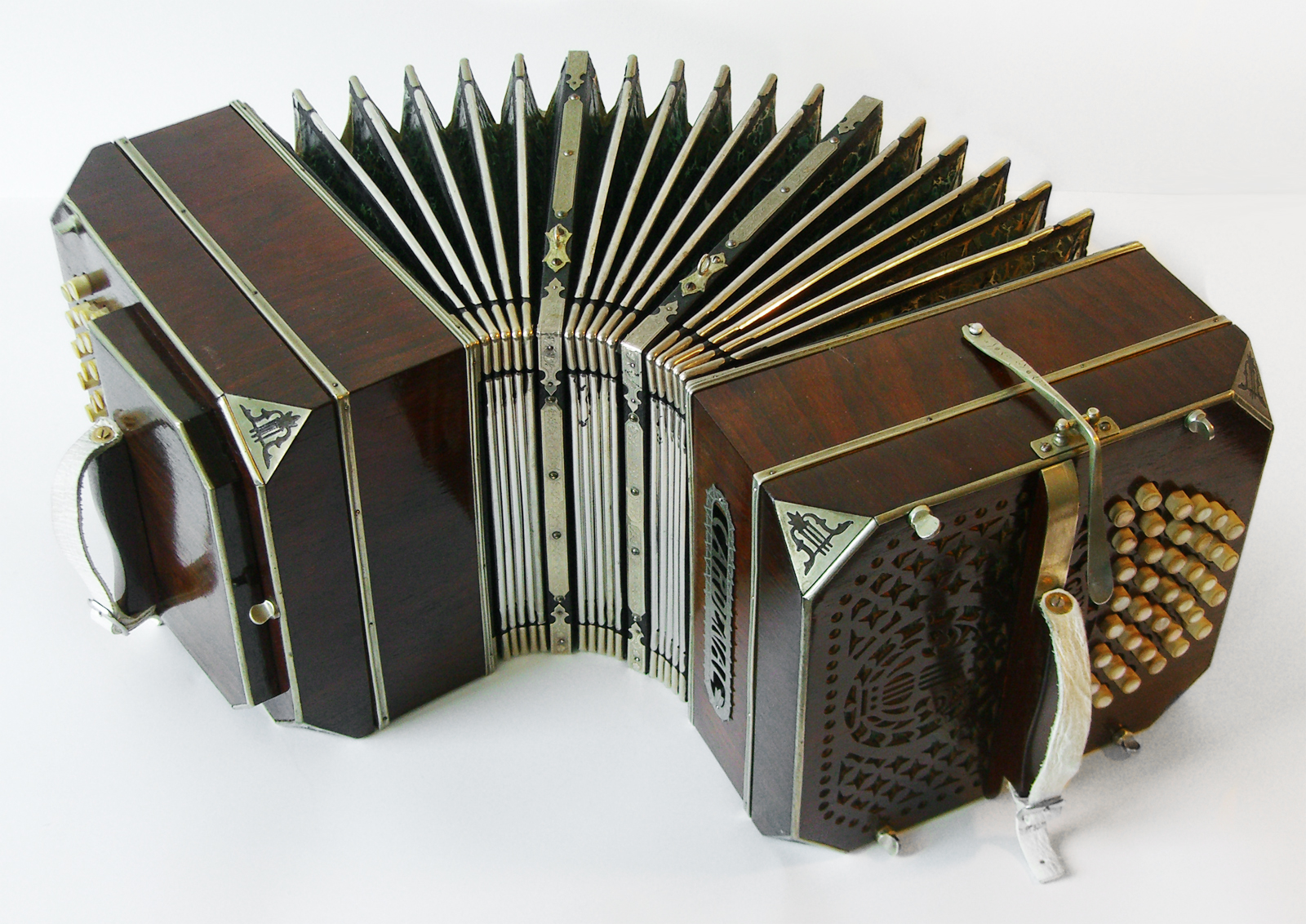
Bandoneon

Hij is getrouwd met Thirza Lourens, die in 1998 het leven schonk aan een tweeling en die tevens zijn manager is.

## Ástor Piazzolla
Toen Kraayenhof in 1986 door zijn grote idool Ástor Piazzolla persoonlijk werd uitgenodigd voor hem op Broadway te komen meewerken aan de musical 'Tango Apasionado', bedacht hij zich geen moment en vertrok voor drie maanden naar New York. Twee jaar later, in 1988, richtte hij zijn instrumentale Sexteto Canyengue op, dat tot de beste tango-orkesten ter wereld zou gaan behoren, en in het Rotterdams Conservatorium vestigde hij samen met Leo Vervelde een tangoafdeling, waar de Argentijnse componist en pianist Gustavo Beytelmann inmiddels de artistieke scepter zwaait.

## Onderscheidingen
In 1993 ontving Sexteto Canyengue de Gouden Notekraker van de Nederlandse Toonkunstenaarsbond als waardering voor hun vakmanschap. In 2002 werd Kraayenhof persoonlijk door de Nederlandse Vereniging van Dansleraren onderscheiden met een Gulden Vedel vanwege de geweldige manier waarop hij de studie van de tango in Nederland heeft gestimuleerd.
Op 9 juli 2012 werd hij na zijn concert in Amsterdam benoemd tot Officier in de Orde van Oranje-Nassau. In 2018 kreeg hij een Edison-oeuvreprijs toegekend.

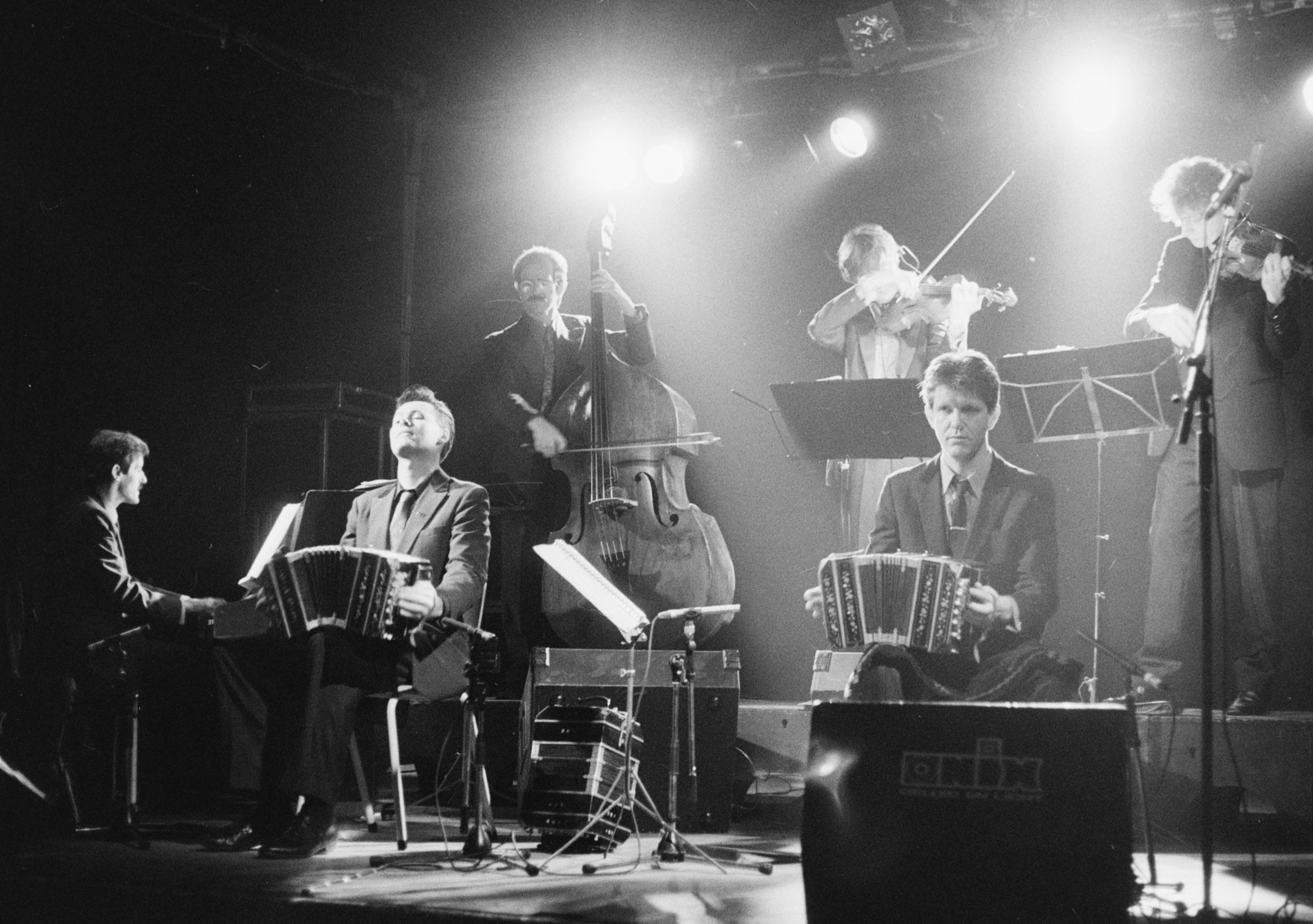
V.l.n.r.: Piet Capello (piano), Carel Kraayenhof, Luc van Gestel (contrabas), Gregor Overtoom (altviool), Leo Vervelde (bandoneón), Egbert Kreiken (viool)
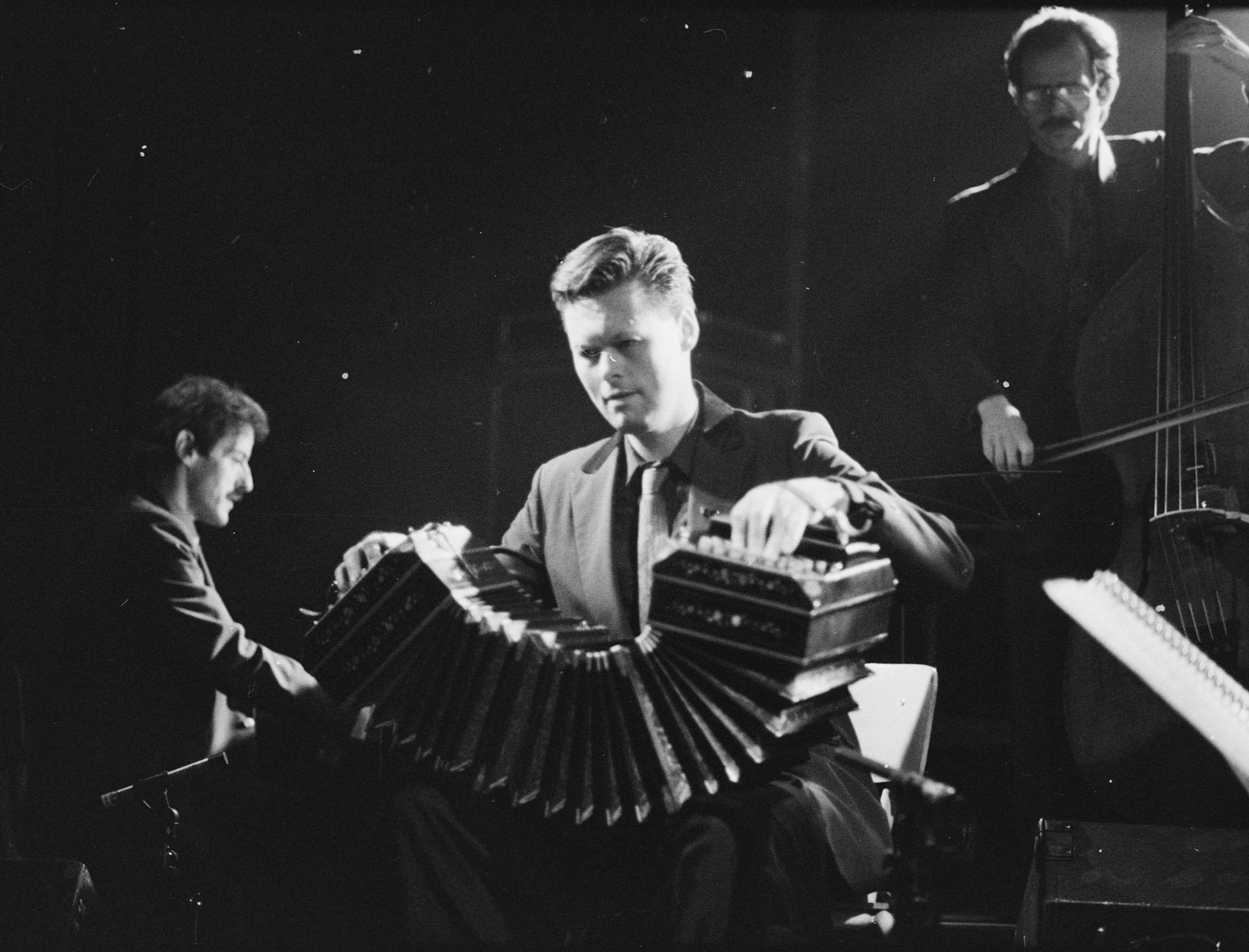
Sexteto Canyengue (Patronaat, 1992)
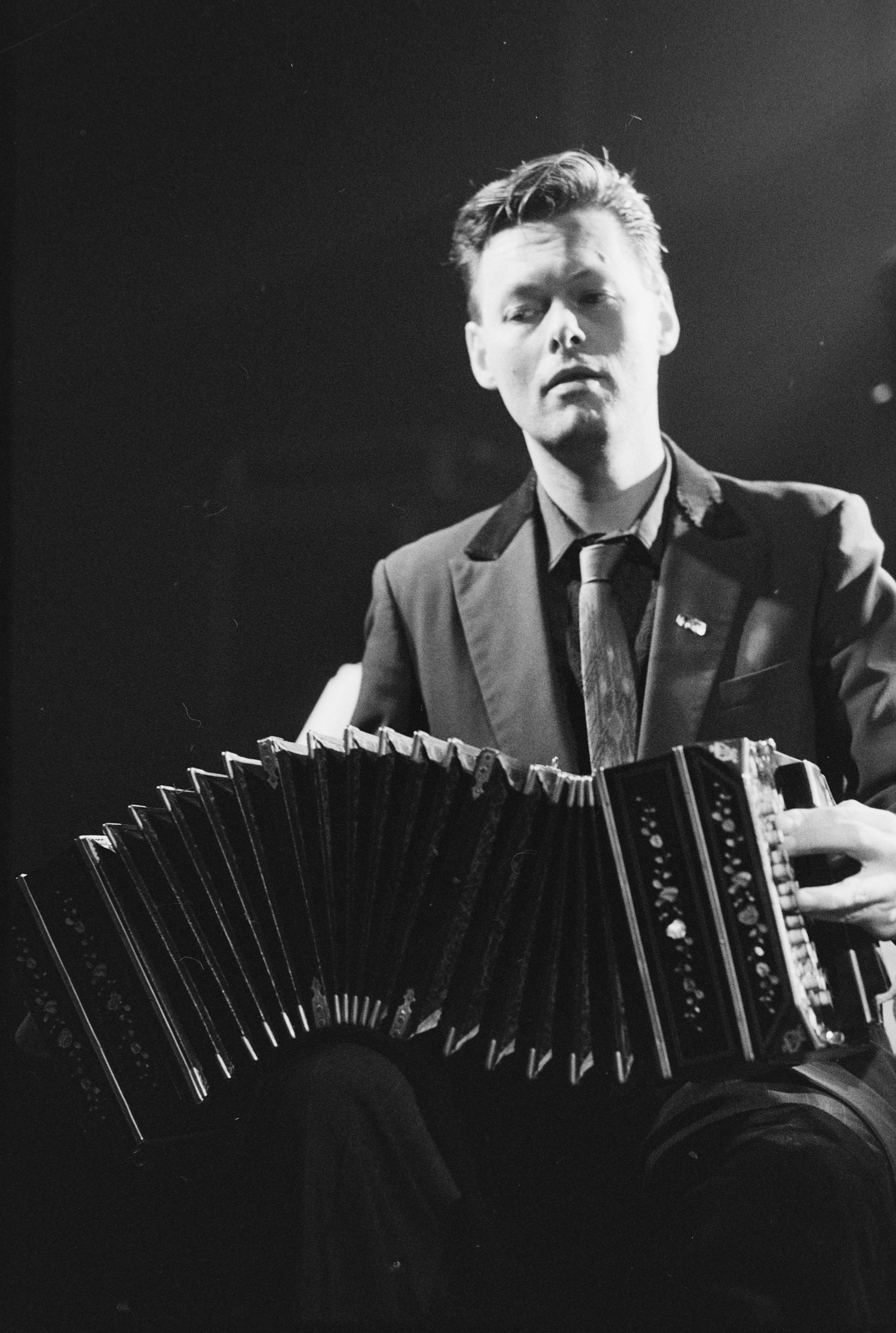
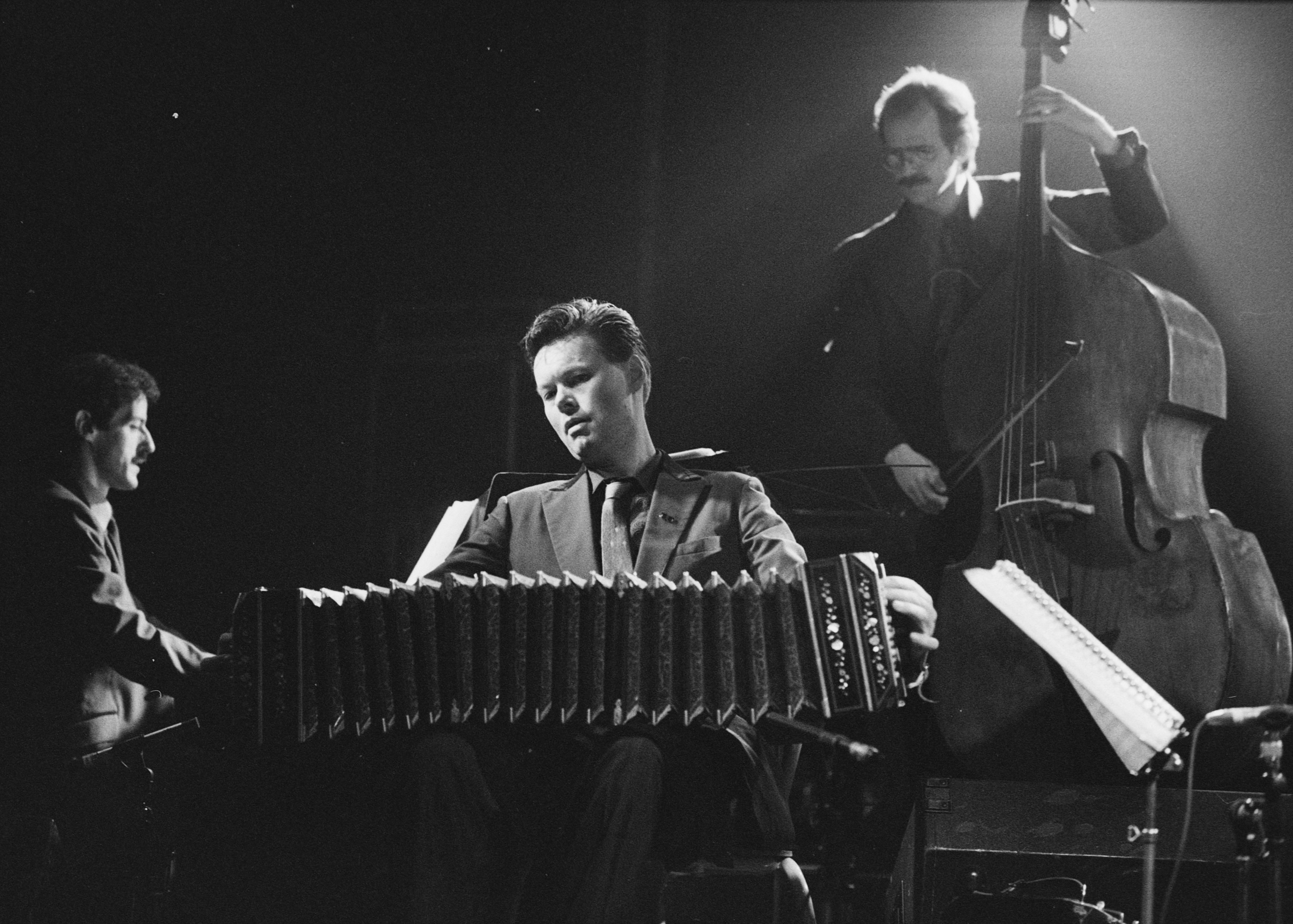
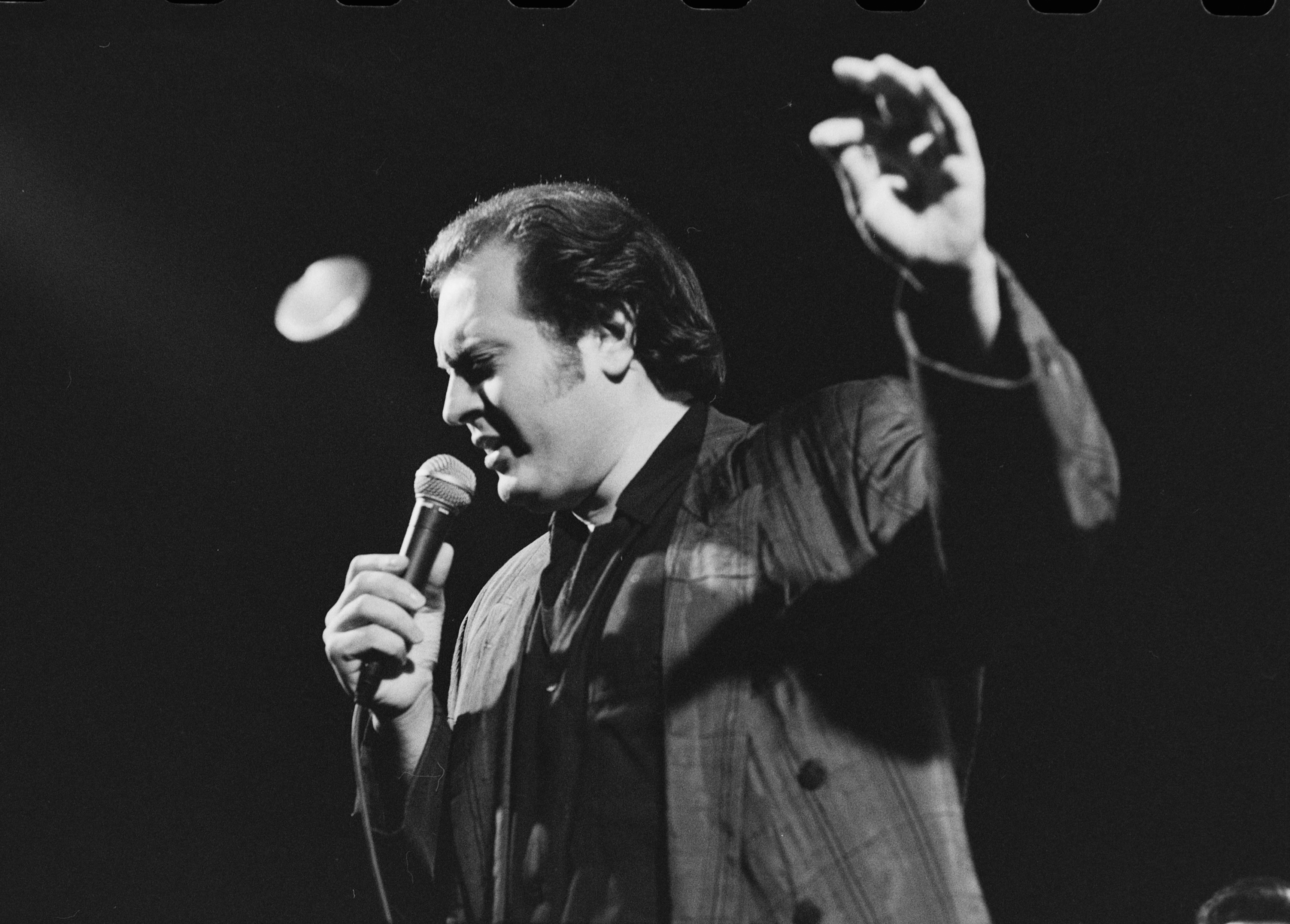

## Bandoneon-solist
Als bandoneon-solist werkte Kraayenhof onder meer met Het Brabants Orkest (1997), het Rotterdams Philharmonisch Orkest (1998), het Metropole Orkest (2001), het Philips Symfonie Orkest, het Residentieorkest, het Concertgebouw Kamerorkest (2002) en Het Gelders Orkest (2003).

## Buena Vista Social Club
Op 30 september 2008 trad Kraayenhof, samen met het Metropole Orkest, Paskal Jakobsen van BLØF, de Cubaanse zangers Estrella Acosta en Fabian Nodarse en de Cubaanse ritmesectie van Lucas van Merwijk (met onder andere het typische très instrument) op in het Amsterdamse Concertgebouw ter gelegenheid van het verschijnen van hun gezamenlijke album Memorias de Cuba, geïnspireerd op de beroemde Cubaanse klanken van de Buena Vista Social Club.

## Discografie

### Albums
| Album met eventuele hitnotering(en) in de Nederlandse Album Top 100 | Datum van verschijnen | Datum van binnenkomst | Hoogste positie | Aantal weken | Opmerkingen        |
| ------------------------------------------------------------------- | --------------------- | --------------------- | --------------- | ------------ | ------------------ |
| Tangueros de Holanda                                                | 1997                  | -                     |                 |              |                    |
| Cinco tangos                                                        | 1998                  | -                     |                 |              |                    |
| Tango royal                                                         | 2002                  | 11-05-2002            | 1(2wk)          | 33           |                    |
| Street tango                                                        | 2003                  | 27-09-2003            | 46              | 8            |                    |
| Guardians of the clouds                                             | 2006                  | 21-01-2006            | 8               | 26           |                    |
| Tango heroes                                                        | 2006                  | 21-10-2006            | 59              | 3            |                    |
| Memorias de Cuba                                                    | 2008                  | 21-06-2008            | 26              | 7            |                    |
| In concert                                                          | 2015                  |                       |                 |              | met Lavinia Meijer |

### Singles
| Single met eventuele hitnotering(en) in de Nederlandse Top 40 | Datum van verschijnen | Datum van binnenkomst | Hoogste positie | Aantal weken | Opmerkingen |
| ------------------------------------------------------------- | --------------------- | --------------------- | --------------- | ------------ | --- |
| Adiós Nonino                                                  | 2002                  | 16-03-2002            | 2               | 10           | Nr. 2 in de Single Top 100                                                                                           |
| Nu dat jij er bent                                            | 2003                  | 27-12-2003            | 14              | 8            | met Trijntje Oosterhuis & Janine Jansen / Ode bij geboorte van prinses Catharina-Amalia / Nr. 4 in de Single Top 100 |
| Koningslied                                                   | 19-04-2013            | 27-04-2013            | 2               | 4            | als onderdeel van Nationaal Comité Inhuldiging / Nr. 1 in de Single Top 100                                          |

| Single met hitnotering(en) in de Vlaamse Ultratop 50 | Datum van verschijnen | Datum van binnenkomst | Hoogste positie | Aantal weken | Opmerkingen                                    |
| ---------------------------------------------------- | --------------------- | --------------------- | --------------- | ------------ | ---------------------------------------------- |
| Koningslied                                          | 2013                  | 11-05-2013            | 41              | 1*           | als onderdeel van Nationaal Comité Inhuldiging |

### NPO Radio 2 Top 2000
| Nummers met noteringen in de NPO Radio 2 Top 2000            | '05  | '06  | '07  | '08  | '09  | '10  | '11  | '12  | '13  | '14  |
| ------------------------------------------------------------ | ---- | ---- | ---- | ---- | ---- | ---- | ---- | ---- | ---- | ---- |
| Adiós Nonino                                                 | -    | 1310 | 999  | 1800 | 1596 | 1263 | 1299 | 1218 | 1955 | 1693 |
| Nu dat jij er bent (met Trijntje Oosterhuis & Janine Jansen) | 1389 | 738  | 1236 | 1433 | 1813 | 1699 | 1663 | 1992 | -    | -    |

1. ↑  Een '-' betekent dat het nummer niet was genoteerd en een vetgedrukt getal geeft de hoogste notering van een nummer aan.
2. ↑  2005 was het eerste jaar met een notering voor Carel Kraayenhof.
3. ↑  Deze tabel is bijgewerkt tot en met de laatste editie (2024).

## Trivia
- Het album Memorias de Cuba uit 2008 bevat oudere hits van Gloria Estefan en ZZ & De Maskers.
- Tijdens Toppers in concert 2018 - Pretty in Pink, The Circus Edition vertolkte René Froger, samen met Kraayenhof op bandoneon, het nummer Vleugels van mijn vlucht van Paul de Leeuw. Deze liveversie werd vanwege de enthousiaste ontvangst van de bezoekers opnieuw uitgebracht en veelvuldig gedownload.
- Kraayenhof speelt drie nummers mee op het album ''Schout bij nacht'' van Jan Rot uit 1995, waaronder 'November', muziek op tekst van J.C. Bloem.
- Op 28 juli[bron?] gaf hij met het Craayenhof Quartet het marktconcert bij het Delft Chamber Music Festival.